# Gustav Weidanz
Gustav Weidanz (* 9. Dezember 1889 in Hamburg; † 25. August 1970 in Halle (Saale)) war ein deutscher Bildhauer, Medailleur und Hochschullehrer.

## Leben
Gustav Weidanz absolvierte 1905–1908 eine Lehre als Ziseleur und Metallbildhauer, nahm 1908–1910 an Abendkursen der Kunstgewerbeschule Hamburg teil und besuchte in der Staatlichen Kunstgewerbeschule Hamburg die Abteilung für Plastik bei Richard Luksch.
1910–1911 reiste er durch Deutschland und Holland. Im Jahre 1911 übersiedelte er nach Berlin und arbeitete bei Franz Metzner und Ignatius Taschner an bauplastischen Objekten. 1911–1916 besuchte er die Unterrichtsanstalt am Königlichen Kunstgewerbemuseum zu Berlin, Fachklasse für dekorative Plastik bei Joseph Wackerle. Hier suchte er die Zusammenarbeit mit dem Architekten John Martens auf baukeramischem Gebiet.
Ab 1916 wurde er Leiter der neu gegründeten Fachklasse für Plastik an der Handwerkerschule Halle (Saale). Ab 1920 betrieb er die Einrichtung und Leitung der Keramikwerkstatt an der Handwerker- und Kunstgewerbeschule Halle (Saale) und wurde zum Professor ernannt.
Ab 1925 war er Leiter der Fachklasse Kachelkeramik und Leiter der Bildhauerwerkstatt. 1926 baute er die Keramische Abteilung auf und leitete sie danach bis 1958 an der Hochschule für industrielle Formgestaltung Halle, Burg Giebichenstein. 1933 erfolgte die Schließung der Entwurfsklasse für Plastik.
Im Mai 1933 wurde Weidanz Mitglied der NSDAP. Erneut übernahm er die keramischen Abteilung sowie die Porzellanwerkstatt. Im Jahre 1934 hatte er die Lehrstelle für „Ofenkeramik und Porzellan“ inne und die Betreuung des Zeichnens, Akt- und Naturstudiums. 1942 erfolgte die Wiedereröffnung einer Bildhauerklasse.
Nach dem Ende des Zweiten Weltkrieges war Weidanz u. a. 1946 auf der Kunstausstellung der Provinz Sachsen in Halle/Saale mit sieben Arbeiten und 1953, 1958 und 1967/1968 auf der Dritten, Vierten und VI. Deutschen Kunstausstellung in Dresden vertreten. Er war Mitglied des Verbands Bildender Künstler der DDR.
1958 kam seine Emeritierung, die durch Verlängerung des Dienstverhältnisses um ein Jahr Aufschub bewirkte. Im Jahre 1959 schied er mit Ende des Sommersemesters aus der Hochschule für industrielle Formgestaltung Halle, Burg Giebichenstein aus. Sein letzter Schüler war Martin Wetzel. Danach folgte eine weiterhin rege bildhauerische Tätigkeit.
Seine letzte Ruhestätte befindet sich auf dem hallischen Laurentiuskirchhof.

## Leistungen
Gustav Weidanz war ein Künstler, der mit seiner Kunst einer Reihe von Schülern den Weg zu eigenem Schaffen eröffnete, unter anderem Gerhard Geyer, Gerhard Lichtenfeld, Wilfried Fitzenreiter, Heinrich Apel, Martin Wetzel und Fritz Freitag.
Nach dem Krieg verschrieb er sich mit seinen Arbeiten vor allem dem Gedenken an die Opfer des Naziregimes.
In seinem Testament vom 1. Mai 1964 hat er die Burg Giebichenstein Kunsthochschule Halle zu seiner Erbin eingesetzt. Der Zweck der Stiftung sollte die Förderung junger Bildhauer in der Deutschen Demokratischen Republik sein. Der Stiftungszweck sollte durch die Verleihung eines Gustav-Weidanz-Preises für Plastik an junge Bildhauer erreicht werden, die das 30. Lebensjahr noch nicht überschritten und ihren ständigen Wohnsitz in der Deutschen Demokratischen Republik hatten. Nach der Wiedervereinigung wurde der Geltungsbereich des Preises auf die Bundesrepublik Deutschland ausgeweitet.

## Werke (Auswahl)

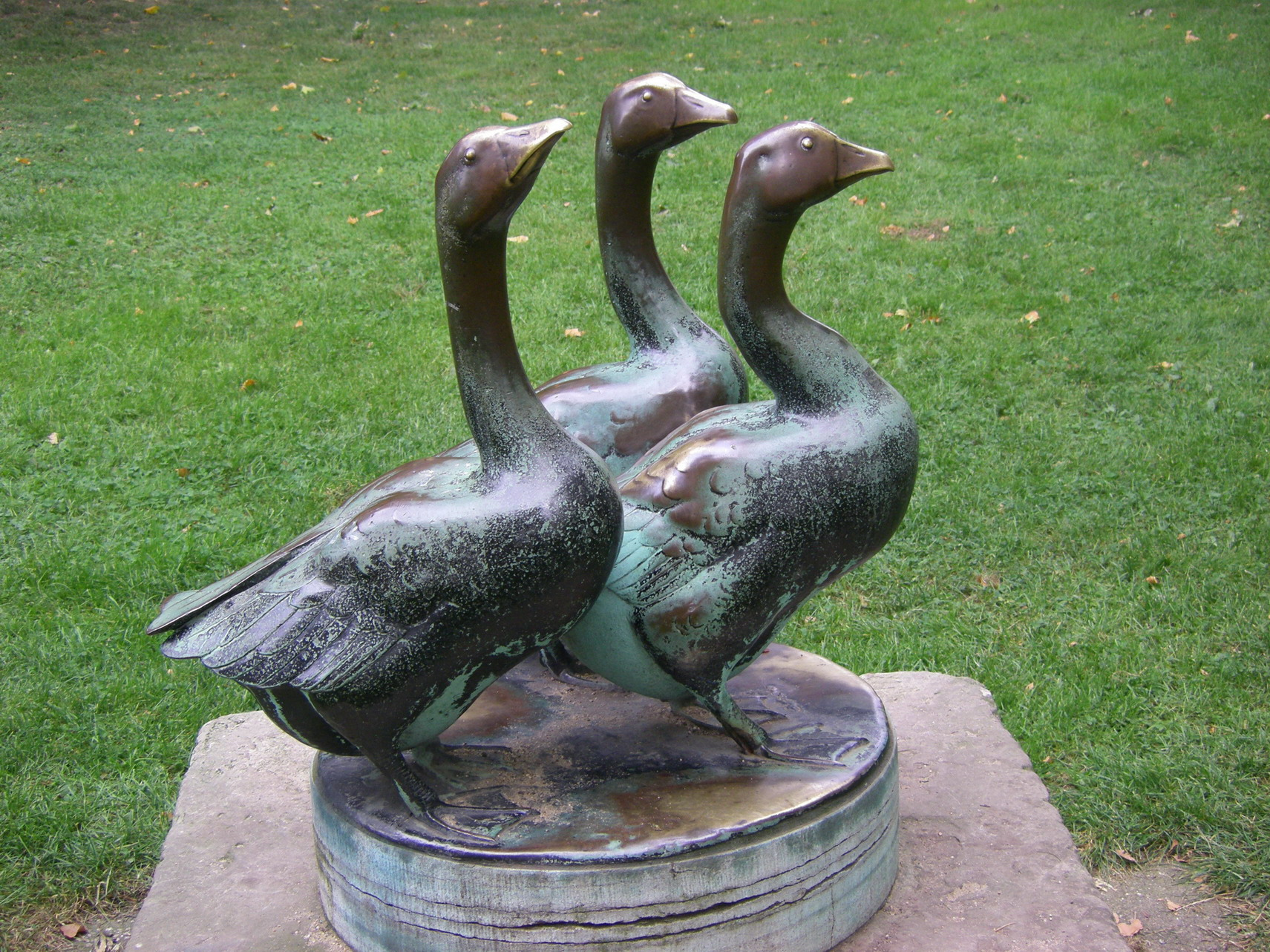
Drei Gänse

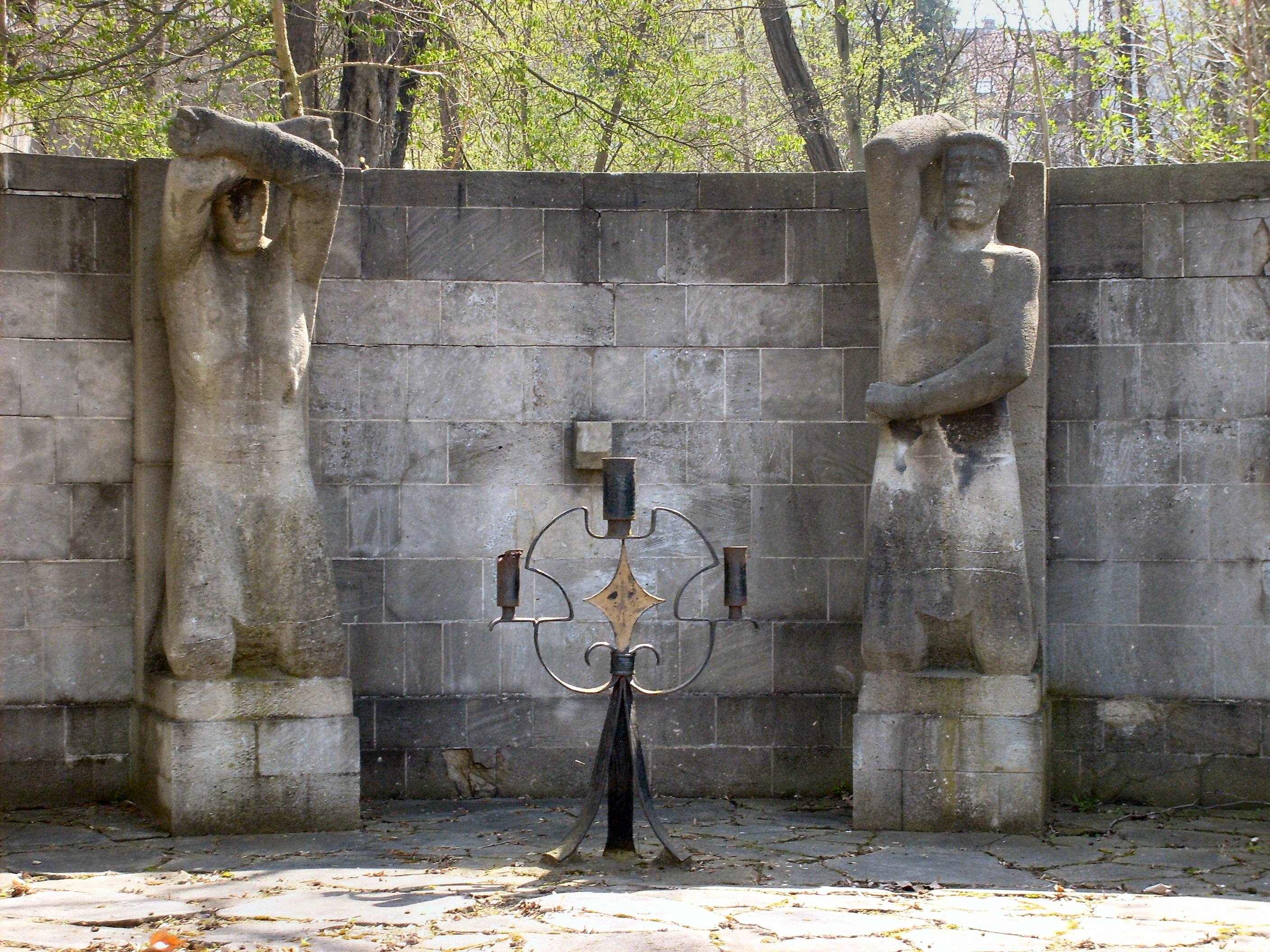
Mahnmal für die Opfer des Faschismus in Apolda

### Plastiken
- Weiblicher Torso, Terrakotta modelliert, um 1925
- Marionettenkopf, Lindenholz, geschnitzt und bemalt 1926/27
- Stehende (Die Schöne) Fassadenfigur, Bronze, 1928/29
- Bildniskopf Wilhelm Waetzoldt, Porträtbüste, Bronze, 1945; Neue Nationalgalerie Berlin[6]
- Gänsegruppe, Bronze, 1958[7]
- Liegende, Cottaer Sandstein, 1959[7]
- Hockender (Erste Fassung), Bronze, 1961
- Weiblicher Torso, Bronze, 1963
- Stützende, Bronzeguss; 1968; Skulpturensammlung Dresden[8]
- Niemberg (Saalekreis): Büste von Ernst Thälmann auf einem Granitblock
- Bronzeplastiken am Ratshof zu Halle (Kopien der im Zweiten Weltkrieg eingeschmolzenen Originale) das hallesche Wirtschaftsleben symbolisierend: die Industrie, die Saale, den Handel, die Saalelandschaft und den Bergbau. Eine denkmalschutzgerechte Sanierung erfolgte 1993.

### Medaillen
- Dienstjubiläum Prof. Ernst Küpers, 1914[9]
- Kriegsgedenkmedaille der Stadt Halle, 1918[10]
- Ehrenpreis der Stadt Halle, Bronze, um 1932
- Preismedaille des Reichsministeriums des Innern, 1936[11]
- 60. Geburtstag Prof. Günther Schmid, 1948[12]
- Dank der Burg, 1949[13]
- 200. Geburtstag Johann Wolfgang von Goethe, 1949[14]
- Otto Schlüter, 1952; auf der Dritten Deutsche Kunstausstellung[15]
- Selbstporträt, 1958; auf der Vierten Deutsche Kunstausstellung[16]
- Gotthold Ephraim Lessing, 1960[17]
- Martin Luther, einseitig, Bronze 1967
- 400. Todestag von Philipp Melanchthon, 1960[18]

### Ensembles im öffentlichen Raum
- Halle (Saale): Trinkbrunnen und Portalfiguren für Solbad Wittekind, 1924
- Zerbst (Anhalt-Zerbst): Denkmal für die Opfer des Faschismus auf dem Platz „Roter Garten“, 1951
- Apolda (Weimarer Land): Ehrenmal für die Opfer des Faschismus in der Bahnhofstraße, 1951

### Angewandte kunsthandwerkliche Arbeiten
- Marionetten und Handpuppen zu verschiedenen Theaterstücken (zu Shakespeare, Mozart, Hans Sachs u. a.), 20er Jahre
- Kachelöfen 1924–1928
- Schachspiel, Holz, 1922
- Teeservice, Keramik, 1924